# Caldo

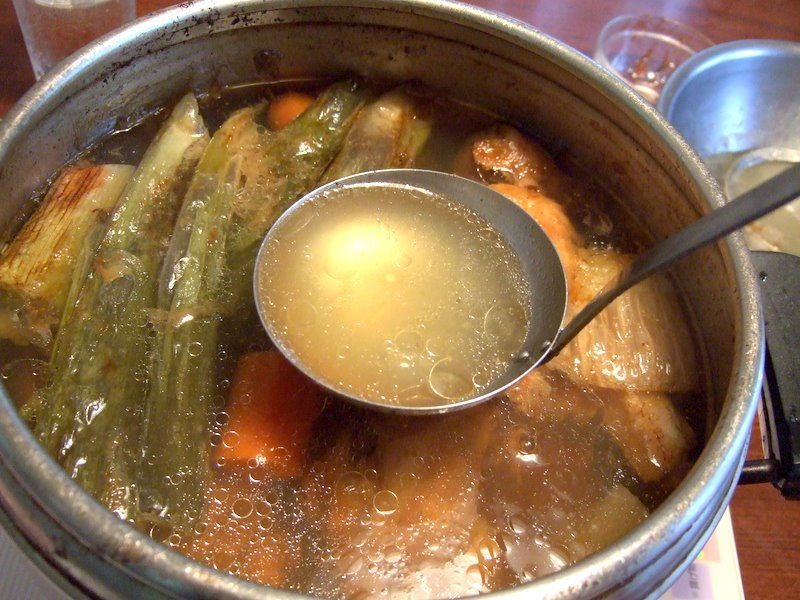
Caldo de galinha

Caldos são ingredientes culinários preparados cozendo carne (ou apenas ossos), peixe (ou apenas as cabeças e espinhas), ou vegetais e aproveitando principalmente a parte líquida, para fazer sopas ou molhos. Para além de alimento, os caldos, especialmente os que são feitos com ossos, têm sido usados ao longo dos séculos para ajudar no tratamento de doenças e, quando adequadamente preparados, mostram uma composição saudável.

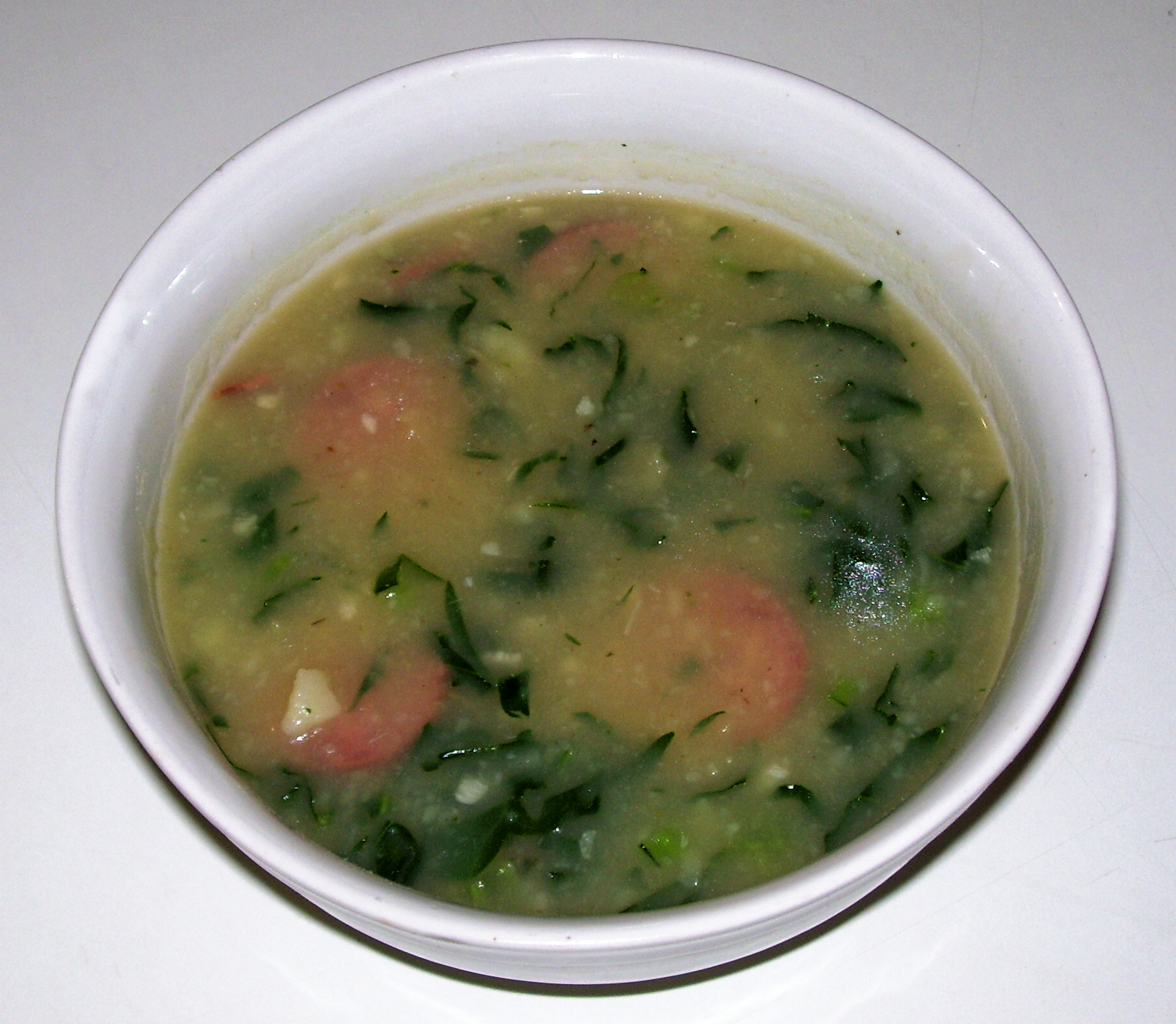
Caldo verde

Tal como a palavra equivalente em inglês, “broth”, a palavra “caldo” é por vezes usada no nome de uma sopa, como o caldo verde ou o caldo da panela. Existe ainda uma definição segundo a qual os caldos são mais consistentes que as sopas 

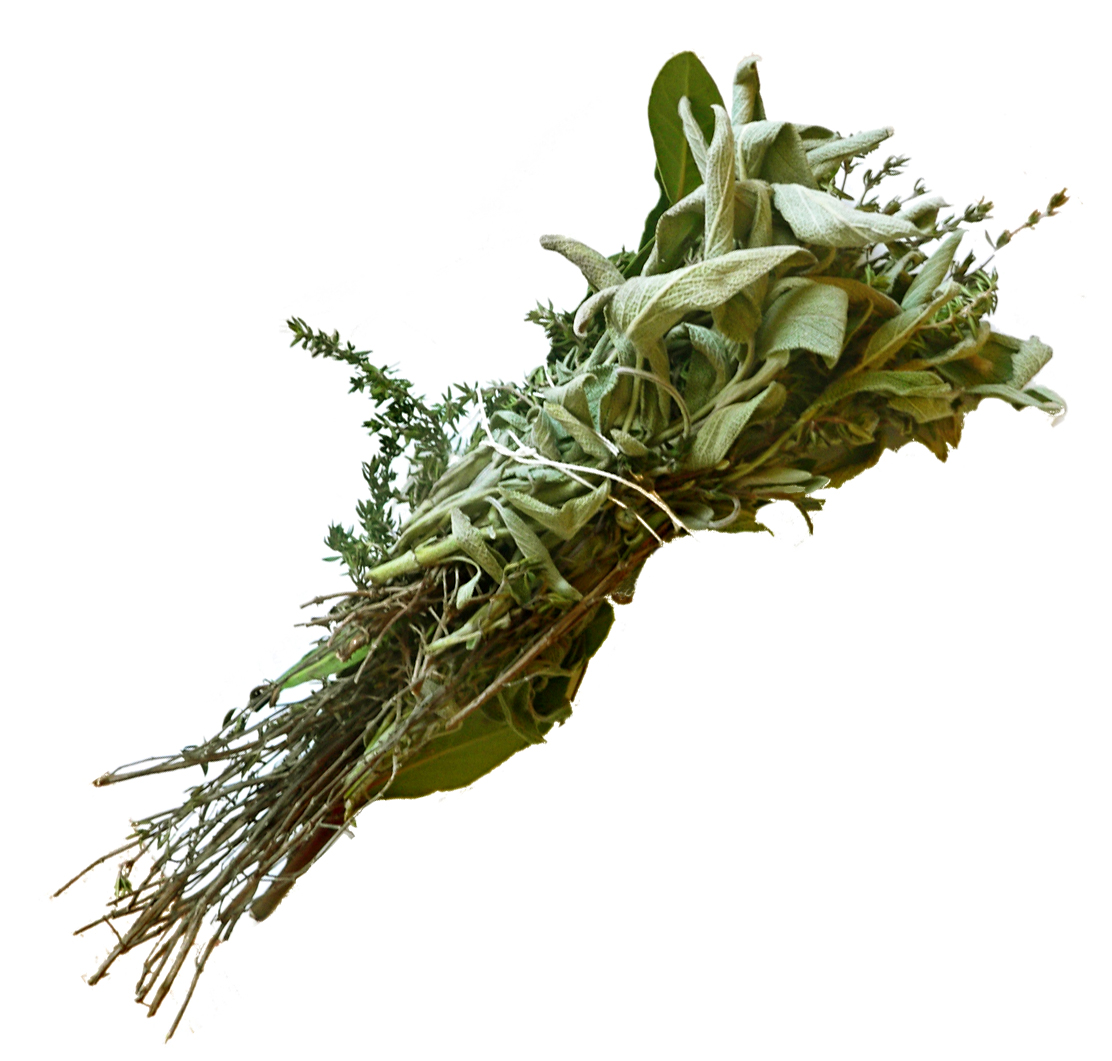
Um bouquet garni composto de tomilho, louro e sálvia

Normalmente, os caldos de carne ou peixe são aromatizados com vários vegetais (mirepoix) e condimentos, adicionados de forma que se possam retirar, para manter o líquido de cozedura o mais límpido possível; quando se cozem ossos ou carne crua, a primeira fervura liberta espuma que deve ser retirada e só depois disso se devem colocar os vegetais e condimentos. Os vegetais mais utilizados são cebola, alho, cenoura, aipo e alho-porro; os condimentos são principalmente uma mistura de ervas aromáticas conhecida como “bouquet garni”, composta tradicionalmente por salsa, tomilho e louro, mas podem também levar vinho, vinagre ou tomate e serem conservados para posterior utilização, refrigerados ou congelados. Para além destes aromatizantes, só na altura de serem usados os caldos são temperados com sal, pimenta e eventualmente outros condimentos.

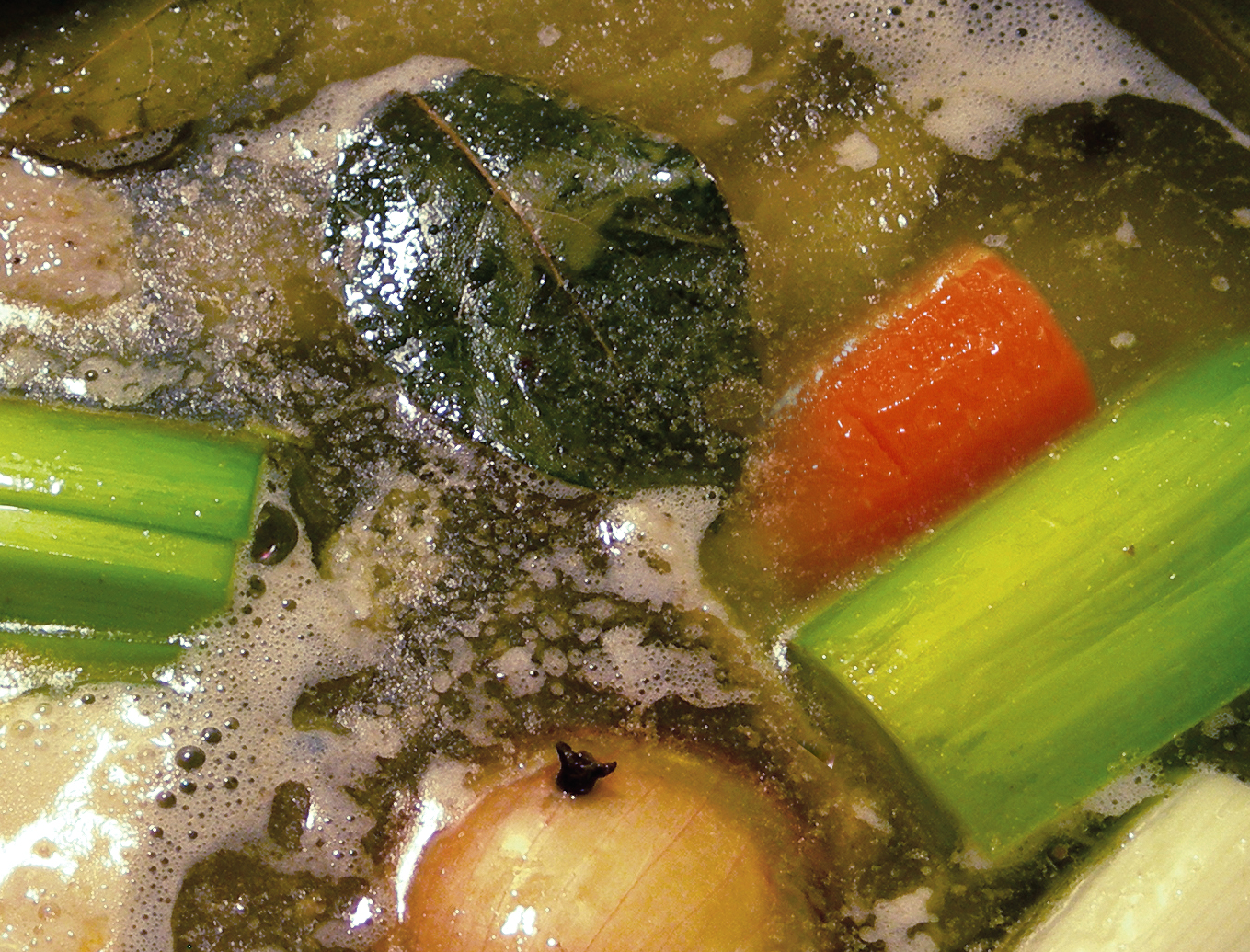
Fundo claro no início da cozedura

Os caldos também podem ser designados “fundos” que, noutras línguas (francês ou italiano) correspondem a caldos que se deixam ferver durante mais tempo, até ficarem cremosos, num processo chamado redução. São geralmente considerados dois tipos de fundos: o “fundo claro”, feito com carne ou ossos, vegetais e outros temperos, mas sem nenhuma preparação prévia, e utilizado como base para o molho branco; e o “fundo escuro”, feito com ossos ou carne assados numa panela, no forno ou no fogão, muitas vezes com água e farinha torrada, mirepoix caramelizado e puré de tomate; este fundo escuro é normalmente usado para o molho espanhol, um dos cinco tipos básicos de molhos da culinária da França. O equivalente para um caldo de peixe é o “fumet”.

## Caldos de carne e ossos

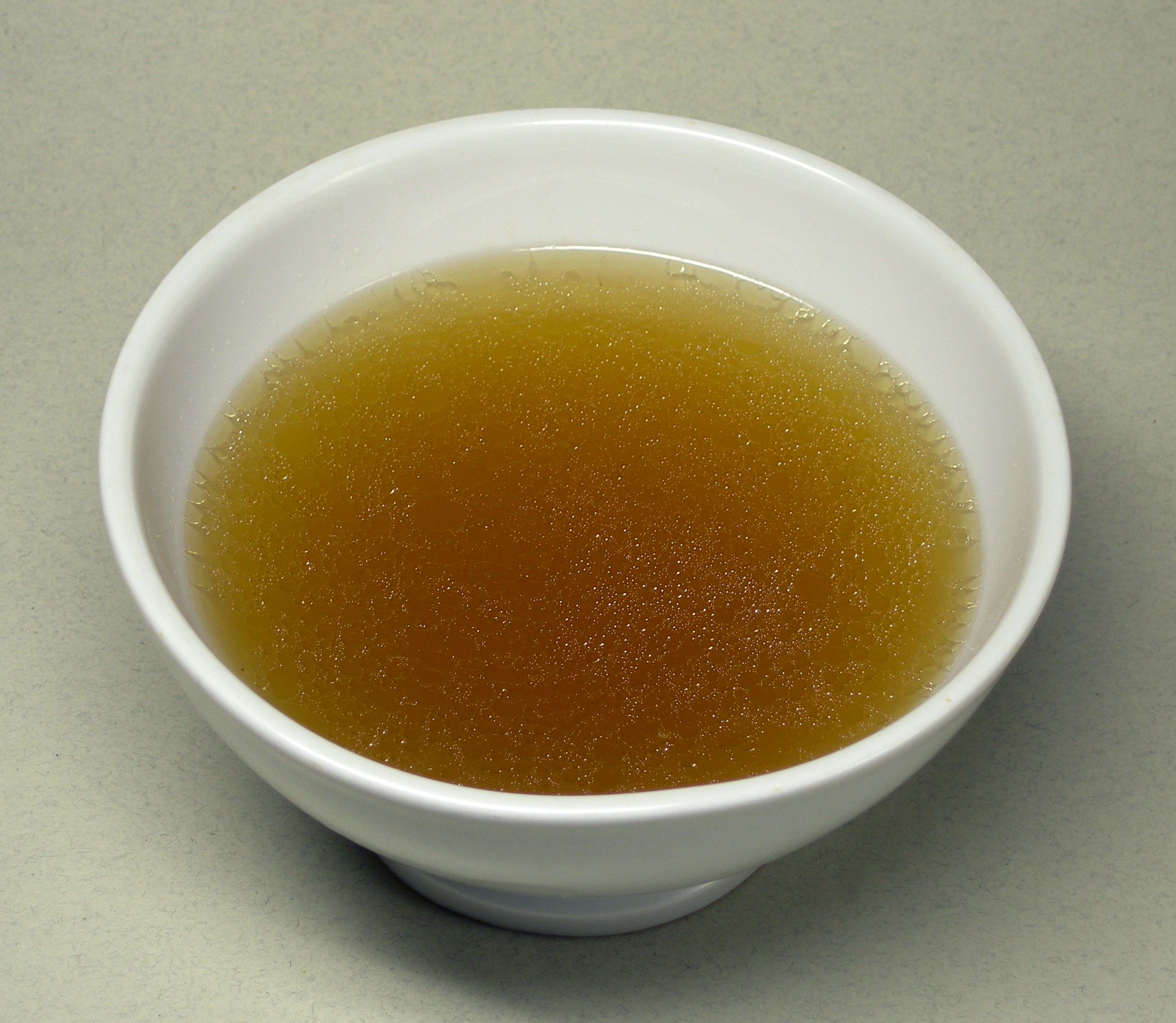
Uma tigela de consommé

Como já foi referido, um caldo pode ser usado como base para uma sopa ou um molho, mas também pode ser preparado de modo a poder considerar-se uma sopa. É o caso do consommé (também grafado “consumé” ), uma especialidade da cozinha francesa servido em jantares de cerimónia. É um caldo de carne ou de galinha que, depois de pronto é clarificado com claras de ovos e outros ingredientes, até se tornar numa sopa límpida e dourada; depois da clarificação, não pode levantar novamente fervura, nem sequer se deve acrescentar sal. Podem juntar-se as gemas dos ovos, para engrossar, vegetais finamente cortados (uma “brunoise”), cogumelos, pedaços de galinha ou de lagosta, mas já cozidos; a adição mais importante a um consommé já pronto a consumir é o conhaque ou vinho do Porto. Outras guarnições que se podem acrescentar incluem nata azeda, rodelas de limão, “croutons” (cubinhos de pão torrado) ou pequenas fatias de pão torradas com parmesão, ou ainda tiras de crepes, tomate sem sementes e cortado em cubos e folhas de manjericão. O consommé também pode ser servido frio na forma de cubos de gelatina, com qualquer das guarnições referidas.
Uma sopa tradicional da Polónia que começa por um caldo feito com entrecosto de porco e vegetais aromáticos é a zupa ogórkowa; neste caso, retiram-se os ossos do caldo e junta-se batata e outros ingredientes até obter uma sopa espessa e de sabor forte (os ingredientes principais são picles de pepino). Outra sopa tradicional baseada num caldo e considerada o prato nacional da Áustria, é a frittatensuppe, desta vez engrossada com tiras de crepes.
Um caldo básico de carne e ossos da culinária de Portugal, usado para preparar o molho espanhol, é chamado “molho escuro ou estufado” 

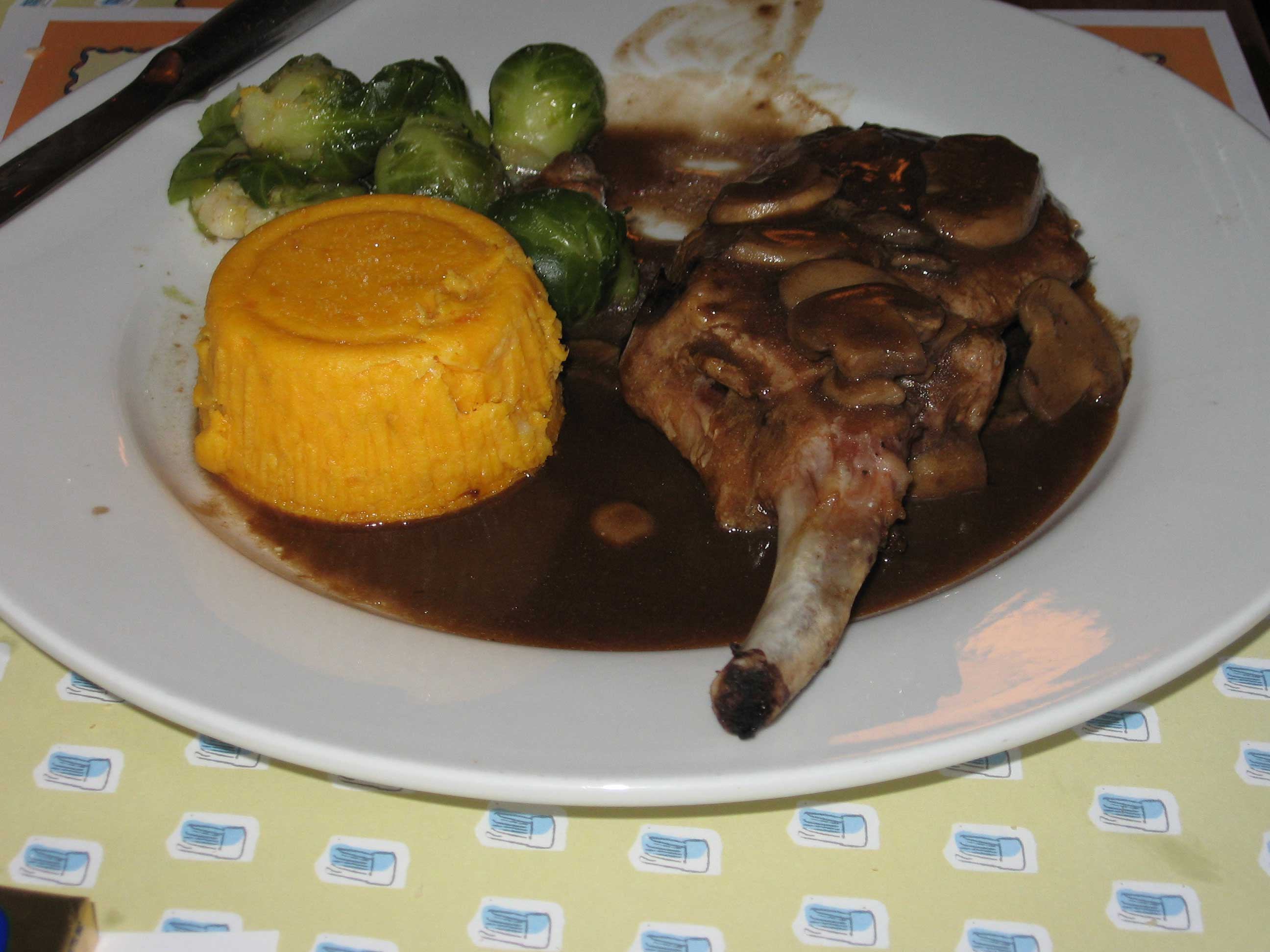
Costeleta de porco com demi-glace de cogumelos, polenta e couve-de-bruxelas

A “glace” é outro produto que se obtem deixando ferver um caldo ou um fundo até obter um creme espesso, por vezes chamado extrato de carne (quando a base da sua preparação é a carne ou ossos de bovinos), que se pode conservar durante bastante tempo e usar para preparar ou aromatizar sopas ou molhos. No entanto, este processo é diferente da deglaçagem, que consiste na diluição com água, caldo ou vinho, dos sucos provenientes dum assado, que ficam no fundo da assadeira ou panela, para a obtenção dum fundo que pode ser depois transformado num molho de carne (ou “gravy”); tal como para o molho de carne, este fundo pode ser feito expressamente, assando ossos e vegetais no forno, juntando puré ou concentrado de tomate a este assado e deglaçando-o depois.
Finalmente, é necessário referir a demi-glace, um molho que se obtem combinando um molho espanhol com um fundo escuro.

## Caldos de galinha
Muitas sopas têm como base um caldo de galinha, como a avgolemono da Grécia, a sopa de ninhos de andorinha da China, ou a canja de galinha portuguesa. No entanto, tal como no caso do consommé, que pode ser preparado com um caldo de carne ou de galinha, o mesmo acontece, por exemplo, com a stracciatella da Itália.
Ao contrário dos caldos de carne e peixe que, tradicionalmente, começam pela cozedura dos ingredientes principais com o mirepoix, no caso do caldo de galinha, a tradição portuguesa (por exemplo, no caso da canja de galinha) inclui a cozedura da galinha, muitas vezes inteira, apenas com sal ou, no máximo, com um pedaço de chouriço. No entanto, mesmo o Roteiro Gastronómico de Portugal inclui uma receita de caldo de galinha em que a carne (com ossos) é cozida com aipo, cenoura, cebola e um bouquet garni; mas, como no caso da canja, acrescenta sal a esta primeira cozedura.

## Caldos de peixe e mariscos
O caldo de peixe, principalmente quando feito fervendo cabeças e espinhas de peixe juntamente com mirepoix, é usado como base para muitos pratos, em especial sopas e molhos. Depois de coar o caldo, este pode ser temperado e reduzido, para se transformar num “fumet”, que tem a mesma utilização que um caldo, ou ser consumido diretamente como sopa, quente ou fria. Este tipo de preparação é a base da ukha, uma sopa de peixe tradicional da Rússia.
Para além das espinhas de peixe, pode também fazer-se um caldo com as cascas e cabeças de camarão ou doutros mariscos, que é utilizado, por exemplo, para preparar a sopa malaia laksa ou a bisque, de origem francesa; ou ainda para diluir o roux num gumbo (a sopa típica dos cajun da Louisiana, sul dos Estados Unidos).
Podem também ferver-se peixes inteiros ou em filetes, para fazer caldos ou sopas. Um importante exemplo é o dashi, um caldo típico da culinária do Japão, tradicionalmente baseado em flocos de gaiado (atum) seco, embora possa levar outros ingredientes. Outro exemplo é o court-bouillon, uma preparação originária da França, em que se mistura água, vinho, vinagre e bouquet garni, onde se cozem vegetais cortados em mirepoix; o peixe é colocado no court-bouillon já terminado, mas sem o deixar ferver, para depois ser gratinado ou transformado noutro tipo de prato;
 na Louisiana (sul dos Estados Unidos), os “cajun” adotaram esta preparação, mas transformando-a num verdadeiro guisado de peixe ou mariscos.

## Outros caldos
- Caldo perpétuo – um caldo da culinária da China que originalmente não leva carne nem peixe, mas ganha os sabores desses ingredientes à medida que é utilizado para os cozinhar. É preparado fervendo em lume brando e durante pouco tempo água, vinho chinês, anis estrelado, açúcar de pedra, casca de tangerina e outros ingredientes, para além de molho de soja, que deve ser do tipo escuro ou concentrado, que tem menos sal e dá ao caldo um coloração mais forte.[16]